# Carl Killen
Carl Killen est un enseignant et un homme politique canadien. Il représente la circonscription de Saint John Harbour à l'Assemblée législative du Nouveau-Brunswick de 2010 à 2014.

## Biographie
Killen possède une expérience de 28 ans à titre de professeur d'anglais à l'école secondaire. Il est chef du département d’anglais de l'école secondaire St. Malachy's Memorial High de Saint-Jean depuis 14 ans. Il a été bénévole au sein du programme de coopération internationale avec le Ghana et il a travaillé aux programmes de perfectionnement professionnel de la Fédération canadienne des enseignants et enseignantes. Il a également été impliqué au sein de l'organisation du Festival by the Sea.
Il a été élu conseiller municipal de la ville de Saint-Jean en 2008 et siégeait à différentes commissions du conseil.